# Sone Arasuke
El vizconde Sone Arasuke (曾禰荒助?  Chōsei, 20 de febrero de 1849-13 de septiembre de 1910) fue un político, diplomático, ministro japonés y segundo Residente General de Corea.

## Biografía
Nació en Chōsei (actual prefectura de Yamaguchi) y su padre adoptivo fue un samurái del clan Hagi. Peleó en el bando imperial durante la Guerra Boshin.
Luego de la Restauración Meiji, fue a estudiar a Francia y al regresar a Japón trabajó en el Ministerio de Guerra. Posteriormente fue director de la Oficina de la Gaceta del Gabinete, secretario de la Oficina de Legislación del Gabinete y en 1890 fue el primer secretario jefe de la Cámara de Representantes de la Dieta Nacional.
Fue elegido para la Cámara de Representantes en las elecciones generales de 1892 y fungió como Vicepresidente de la Cámara de Representantes en el mismo año. En 1893 fue nombrado Embajador de Japón en Francia y negoció la revisión de los tratados desiguales entre Francia y Japón.
Estuvo en varios puestos del gabinete: fue ministro de Justicia en la tercera administración de Itō Hirobumi, ministro de Agricultura y Comercio en la segunda administración de Yamagata Aritomo, ministro de Finanzas en la primera administración de Katsura Tarō, etc.
Durante la guerra ruso-japonesa con la ayuda de Takahashi Korekiyo y otros, consolidó los préstamos extranjeros necesarios para administrar los gastos de la guerra. En 1900, el emperador Meiji lo nominó a la Cámara de Pares. En 1902 fue elevado a barón (danshaku) bajo el sistema de pares kazoku, en 1906 fue nombrado consejero privado y elevado a vizconde (shisaku) en 1907.
Fue nombrado como viceresidente general japonés de Corea en 1907 y asumió el cargo de residente general japonés de Corea en junio de 1909 tras la renuncia de Itō. Se mantendría en el cargo hasta mayo de 1910 cuando fue reemplazado por Terauchi Masatake y falleció en septiembre del mismo año.